# Bitwa pod Białym Kamieniem
Bitwa pod Białym Kamieniem miała miejsce 25 września 1604 podczas wojny polsko-szwedzkiej 1600–1611.
Przybyła latem do Estonii armia szwedzka (7000 żołnierzy) dowodzona przez Arvida Stålarma i hiszpańskiego najemnika Alonza Cacha de Canuta obległa 15 września 1604 Biały Kamień. Pierwszy szturm Szwedów został przez załogę twierdzy odparty. Do drugiego nie doszło, gdyż 25 września nadciągnął z odsieczą Jan Karol Chodkiewicz (2000 żołnierzy). Pole bitwy znajdowało się między drogą z Dorpatu do Rewla, którą przybyła armia polsko-litewska a bagnistymi strumieniami znajdującymi się na wschodzie, zachodzie i południu. Pobliski Biały Kamień leżał w bagnistej dolinie na zachód od pola bitwy.
Widząc zbliżającą się armię polsko-litewską Alonzo de Canut zaproponował ustawienie luźnego szyku w stylu hiszpańskim, jednak Stålarm, pamiętając, że w poprzednich bitwach Polacy i Litwini najpierw przeganiali jazdę szwedzką, a potem wycinali piechotę, tym razem postanowił zmieszać piechotę i jazdę. Lewe, silniejsze skrzydło szwedzkie, złożone z zaciężnych Niemców dowodzonych przez de Canuta, oparte było o groblę i wąską drogę prowadzącą do Rewala. Prawe skrzydło, złożone z Finów, było słabsze, za to osłonięte bagnistymi strumieniami. Centrum, na którego czele stanął sam Stålarm, składało się wyłącznie z wojsk szwedzkich. Chodkiewicz, po rozpoznaniu szyku nieprzyjaciela, postanowił przede wszystkim zaatakować jego lewe skrzydło, gdyż uważał, że wódz szwedzki nie spodziewa się takiego posunięcia. Dlatego na prawym skrzydle armii Rzeczypospolitej stanęła husaria, na lewym – lekka jazda, a w centrum piechota, rajtaria i artyleria.
Nim Szwedzi zdołali rozeznać się w zamiarach Chodkiewicza, ruszyła na nich husaria, która wpadła na Niemców, rozbijając niemiecką rajtarię. Zacięty opór stawiła jednak dowodzona przez Canuta piechota. Jednak gdy Canut poległ, także i ona poszła w rozsypkę. Po zniszczeniu lewego skrzydła armii szwedzkiej Chodkiewicz rzucił do natarcia lewe skrzydło i centrum. Gdy dołączyli do nich zwycięzcy husarze, szwedzka armia została zepchnięta na bagno. Walka skończyła się całkowitą klęską armii prowadzonej przez Stålarma. Szwedzi stracili w bitwie 3000 żołnierzy, 6 dział, cały sprzęt i 21 chorągwi, natomiast Polacy i Litwini – 50 zabitych i 100 rannych.